# Kerk van Greetsiel
De Kerk van Greetsiel (Greetsieler Kirche) is een protestants-hervormde kerk in de Oost-Friese havenplaats Greetsiel.

## Geschiedenis

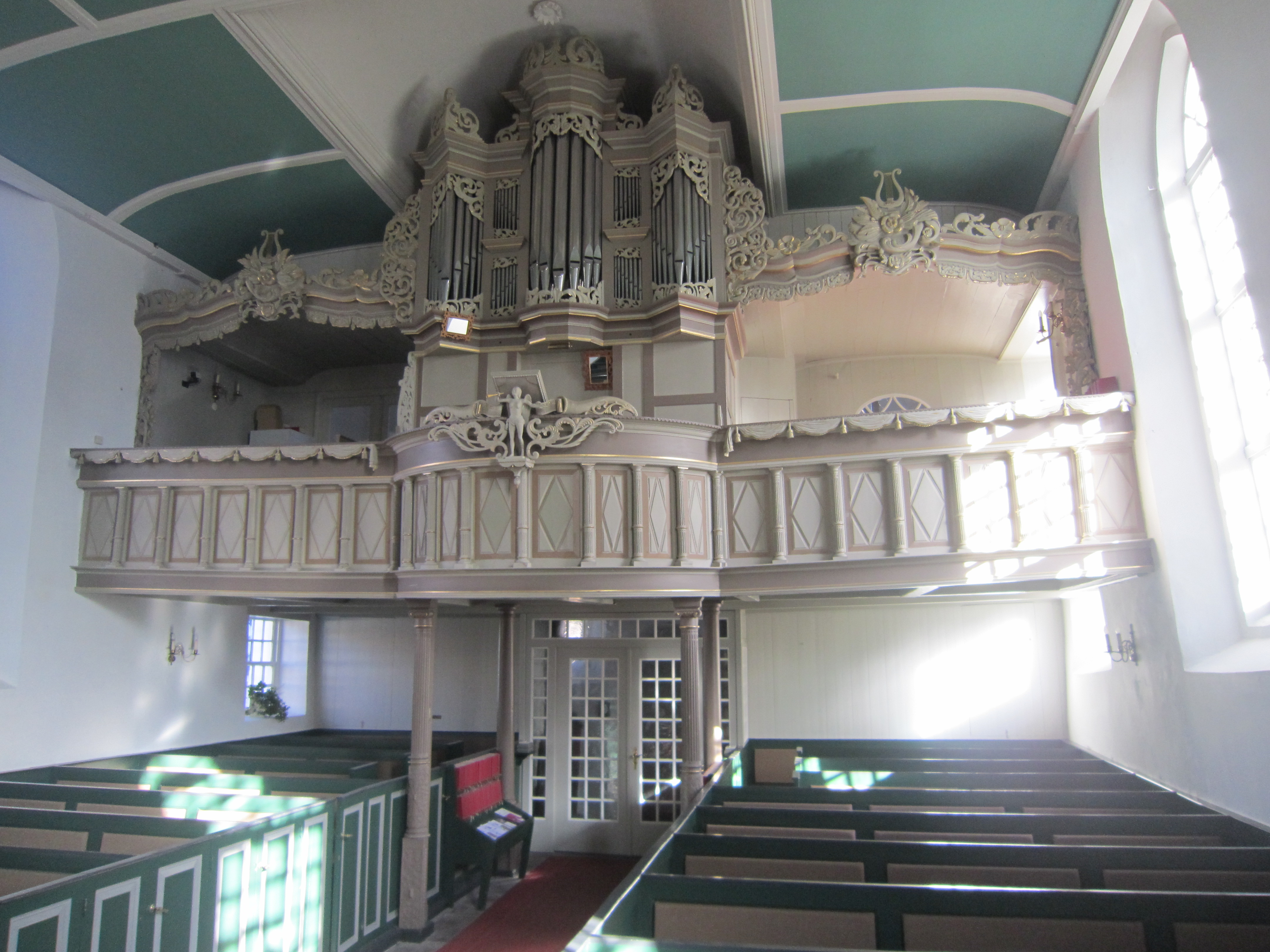
Orgel

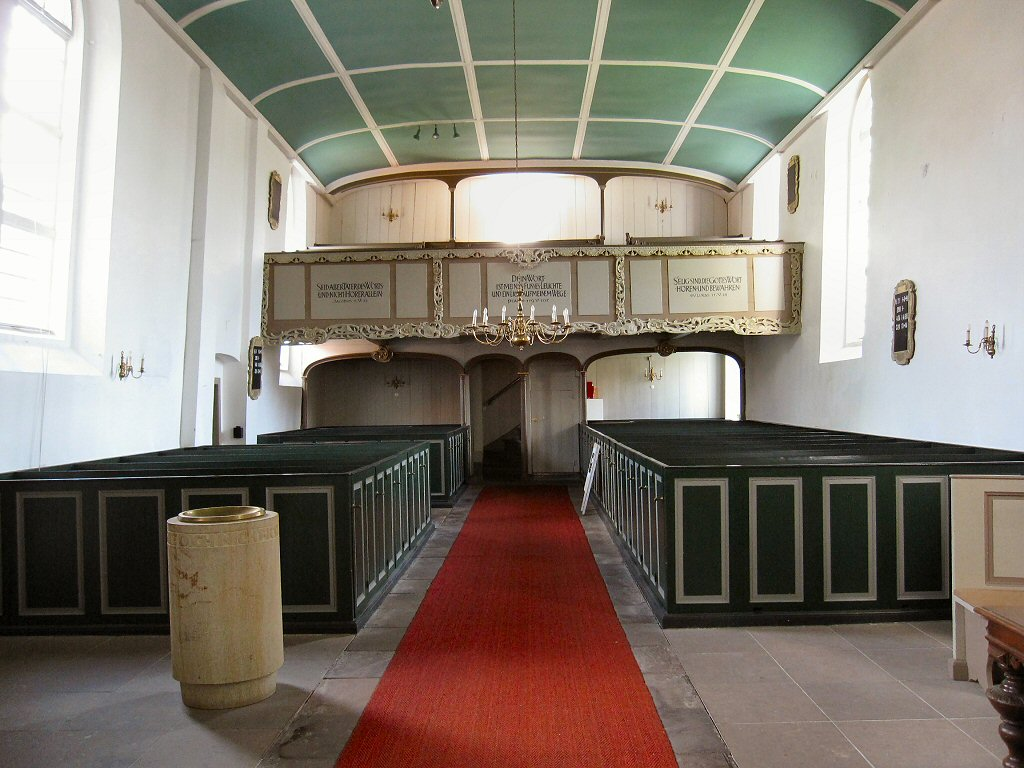
Westelijke galerij

De kerk van Greetsiel werd in twee fasen tussen 1380 en 1410 als eigenkerk van de hoofdeling Haro Edzardsna in gotische stijl gebouwd. De aan de heilige Maria gewijde kerk behoorde tot de reformatie tot het bisdom Münster. Tijdens het bewind van graaf Edzard II werd er een stuk aangebouwd. De bakstenen klokkentoren staat zoals bij veel Oost-Friese kerk iets afwijkend ten opzichte van het eigenlijke kerkgebouw. De ramen en ingangen van het eenvoudige rechthoekige bouwwerk werden deels dichtgemetseld, deels aanzienlijk vergroot. Opvallend aan de kerk is het door de zwakke fundering sterk hellende muurwerk.
Boven de oostelijke gevel van de zaalkerk bevindt zich een dakruiter met een uurwerk en een klok. De spits wordt versierd met een windwijzer van een schip van verguld koper. De windwijzer stamt uit de jaren 1730 en toont een driemaster met volle zeilen. Het is volgens de kerkelijke gemeente de oudste windwijzer van een schip in Nedersaksen.

## Inrichting
Het oorspronkelijke vlakke plafond werd in 1852 door een houten boogvormig plafond vervangen. In de hervormde kerk ontbreekt een altaar en conform het tweede gebod zijn er geen beelden te zien. Daarentegen neemt de preekstoel van waaraf het Woord wordt gepredikt een centrale plaats in. Deze kansel dateert uit het jaar 1669 en is versierd met barok houtsnijwerk van bloemenguirlandes. De orgelgalerij bevindt zich boven de oostelijke ingang.
Boven de westelijke ingang van de kerk zijn de wapens van de Greetsieler Cirksena's en het Zweedse koninghuis Wasa te zien, waarmee de Cirksena's door huwelijk waren verbonden. Op de westelijke kant bevindt zich nog een galerij, die met teksten uit de Bijbel is versierd.

## Orgel
Het eerste orgel van de kerk werd in 1555 van het klooster Aland overgenomen. Dit orgel werd in de jaren 1694-1695 door een nieuw orgel van Valentin Ulrich Grotian vervangen. De orgelkas uit 1738 stamt van Johann Friedrich Constabel en heeft net als de kansel fraai barok houtsnijwerk. Bij de inbouw van een nieuw orgel van Johann Friedrich Constabel  bleef deze orgelkas bewaard. Het huidige orgel is een instrument van Karl Schuke uit Berlijn, dat in 1960 werd gebouwd. Het instrument kent zes registers met aangehangen pedaal.